# A la recerca de Sugar Man
A la recerca de Sugar Man (títol original en anglès, Searching for Sugar Man) és un documental suecobritànic de 2012 escrit i dirigit per Malik Bendjelloul que conta la història d'un misteriós cantant conegut com a Rodríguez i els esforços de dos fans sud-africans (Stephen 'Sugar' Segerman i Craig Bartholomew-Strydom) per descobrir el seu parador. En 2012 va obtenir una vintena de premis cinematogràfics, entre ells destaca el Premi Oscar en la categoria de millor documental llarg, el BAFTA i el millor guió del Gremi d'Escriptors d'Amèrica (WGA). S'ha subtitulat al català.
Dos anys després de l'estrena de la cinta el director suec Malik Bendjelloul es va suïcidar a causa d'una depressió el 13 de maig de 2014, de manera que aquest és l'únic documental que va dirigir.

## Trama
Sixto Rodríguez (anomenat Sixto per tractar-se del sisè fill en la família) era un cantant estatunidenc que vivia en Detroit (Michigan) i treballava cantant en bars. Era un home del qual no se sabia gairebé res. A fins dels anys 1960 va ser contactat per dos productors musicals que ho van convèncer de gravar un disc, Cold Fact (1970), el qual no va tenir molt d'èxit comercial. Malgrat això, Rodríguez va ser posteriorment contactat per un altre productor, amb qui va gravar un segon disc, Coming from Reality (1971), que tampoc va tenir bones vendes als Estats Units.
La carrera de Rodríguez no va ser un complet fracàs. El seu treball va ser més ben rebut a Sud-àfrica, on les lletres de les seves cançons i el misteri que envoltaven al cantant el van transformar en una figura molt popular entre els joves del país. El seu àlbum Cold Fact va ser adoptat com un símbol de la lluita contra l'apartheid. A causa de les seves lletres, diverses de les seves cançons van ser prohibides per la South African Broadcasting Corporation. Músics com Koos Kombuis, Willem Möller i Johannes Kerkorrel van ser inspirats pel missatge de Rodríguez. Temps després va sorgir el rumor que el cantant s'havia suïcidat enmig d'un concert.
A mitjan anys 1990, dos homes anomenats Stephen Segerman i Craig Strydom van començar a investigar sobre la identitat de Rodríguez i la raó per la qual el cantant mai va saber sobre el seu èxit a Sud-àfrica. Per a això, van examinar les relacions que existien entre les companyies discogràfiques i van intentar contactar als productors que van treballar amb ell. Strydom va aconseguir parlar amb Mike Theodore, un dels productors de Cold Fact, i en preguntar-li com s'havia suïcidat el cantant, Theodore li va dir que Rodríguez no estava mort. Strydom va escriure un article sobre la seva cerca i Segerman va ser posteriorment contactat per Eva, la filla del cantant.
Després d'aquestes escenes, el mateix Rodríguez conversa amb els documentalistes sobre la seva vida. El cantant revela que mai va saber sobre el seu èxit a Sud-àfrica, i que després de gravar els seus dos discos no va poder continuar dedicant-se a la música i va treballar en la construcció a la ciutat de Detroit. També es narra el viatge que va fer Rodríguez a Sud-àfrica el març de 1998, on va tocar sis concerts. Després d'això, el cantant va continuar vivint de manera modesta a Detroit i donant tots els diners recaptats en els concerts als seus familiars i amics, tornant de manera esporàdica al país africà per a tocar alguns concerts.

## Recepció
Searching for Sugar Man va obtenir una resposta positiva per part de la crítica cinematogràfica. El documental posseeix un 96% de comentaris positius en el lloc web Rotten Tomatoes, basat en un total de 115 ressenyes, i una puntuació de 79/100 en Metacritic. Manohla Dargis del periòdic The New York Times va escriure sobre el film: "Usant una mescla ben equilibrada d'entrevistes, imatges d'arxiu i algunes seqüències animades de somni, el Sr. Bendjelloul construeix una narrativa que es mou simultàniament en dues direccions aparentment oposades però complementàries. Entrevista rere entrevista, localització rere localització, tracta d'entrar en el misteri d'un sol home fins i tot mentre es dirigeix a un món que al principi va rebutjar Rodríguez i després el va acollir". Claudia Puig d' USA Today va sostenir que "la forma en què es desenvolupa aquesta fascinant història, dirigida pel cineasta suec Malik Bendjelloul, la fa completament captivadora, i sovint estimulant".

## Premis i nominacions
| Any  | Premi                                 | Categoria                                   | Receptor(s)                     | Resultat   |
| ---- | ------------------------------------- | ------------------------------------------- | ------------------------------- | ---------- |
| 2013 | Premis Oscar                          | Millor documental llarg                     |                                 | Guanyador  |
| 2013 | Premis BAFTA                          | Millor documental                           |                                 | Guanyador  |
| 2013 | Premis de la Crítica Cinematogràfica  | Millor documental                           |                                 | Guanyador  |
| 2013 | Premis WGA                            | Millor guió de documental                   | Malik Bendjelloul               | Guanyador  |
| 2013 | Premis del Sindicat de Directors      | Millor direcció en un documental            | Malik Bendjelloul               | Guanyador  |
| 2013 | Producers Guild of America Awards     | Millor producció en un documental           | Malik Bendjelloul i Simon Chinn | Guanyadors |
| 2013 | Premis Días de Cine                   | Millor pel·lícula en llengua estrangera.    |                                 | Guanyador  |
| 2012 | Premis British Independent Film       | Millor pel·lícula independent internacional |                                 | Nominat    |
| 2012 | Consell Nacional de Crítica de Cinema | Més ben documental                          |                                 | Guanyador  |